# مصطفی شهری فریمانی
مصطفی شهری فریمانی (زاده ۱۸ دی ۱۳۶۹ در مشهد) کشتی‌گیر اهل ایران است. وی علاوه بر چندین قهرمانی در کشور، در سال ۲۰۱۶ به اردو تیم ملی کشتی پهلوانی دعوت شد. وی در سی‌وهفتمین دوره مسابقات بین‌المللی کشتی پهلوانی جام تختی با شکست ماگومد تاشاگادژیف از روسیه در فینال به عنوان قهرمانی این دوره از مسابقات دست یافت و موفق به کسب مدال طلا شد.

## زندگینامه
مصطفی شهری فریمانی در تاریخ ۱۸ دی‌ ۱۳۶۹ در مشهد پا به دنیا نهاد و ساکن شهرستان فریمان است. وی هفتمین فرزند و اولین پسر خانواده است. وی در دوران کودکی در خانه با برادرهایش کشتی می‌گرفت و یکی دو مرتبه هم در مسابقات سنتی همچون کشتی باچوخه شرکت کرد. او در ۱۰ سالگی فعالیت‌اش را در رشته کشتی آغاز کرد. مصطفی شهری در آغاز فعالیت و رده نونهالان زیر نظر علیرضا اتاقی تمرین می‌کرد، سپس در رده نوجوانان به صورت جدی‌تر تمرینات خود را زیر نظر استاد اتاقی و‌ حسن ارقیه دنبال کرد و در رده جوانان نیز علی رحمانیان در باشگاه کشتی فریمان مربی وی بود. شهری زمانی که کشتی را شروع کرد پس از شش ماه پدرش از او‌ می‌خواست کشتی را کنار بگذارد، ولی او با اصرار زیاد به کشتی ادامه داد و در مسابقه‌های جام رمضان شهرستان فریمان شرکت کرد و در آن‌جا اول شد و انگیزه‌اش بیشتر شد. همین مسئله باعث شد که فعالیت در این رشته ورزشی را دنبال کند.‌

## فعالیت
مصطفی شهری در سال ۲۰۰۰ کشتی فرنگی را آغاز کرد و بعد از چندین مقام در سطح استان و کشور و حضور در مسابقات انتخابی جوانان کشور، در سال ۲۰۱۵ در رشته کشتی آلیش و تاتار کوراش به فعالیت خود ادامه داد. و‌ی در سال ۲۰۱۶ به کشتی پهلوانی روی آورد و فعالیت خود را در این رشته به صورت حرفه‌ای دنبال کرد و افتخاراتی را در سطح ملی و بین‌المللی کسب کرد. او در سال ۲۰۱۵ به اردو تیم ملی کشتی آلیش و‌ پهلوانی دعوت شد و چندین ماه در اردو تیم ملی مشغول تمرین بود. وی بعد از گذشت یک سال، از طرف فدراسیون کشتی جهت آموزش مربیگری کشتی پهلوانی به اولین دوره کلاس‌های آموزشی مربیگری کشتی پهلوانی در بلاروس به مدت ۱۰ روز فرستاده شد. او همچنین یک دوره کلاس‌های مربیگری کشتی پهلوانی را نیز در نیشابور گذرانده است. وی علاوه بر این، در رشته سرکل کبدی چندین دوره حضور در مسابقات انتخابی تیم ملی را نیز در کارنامه خود دارد.

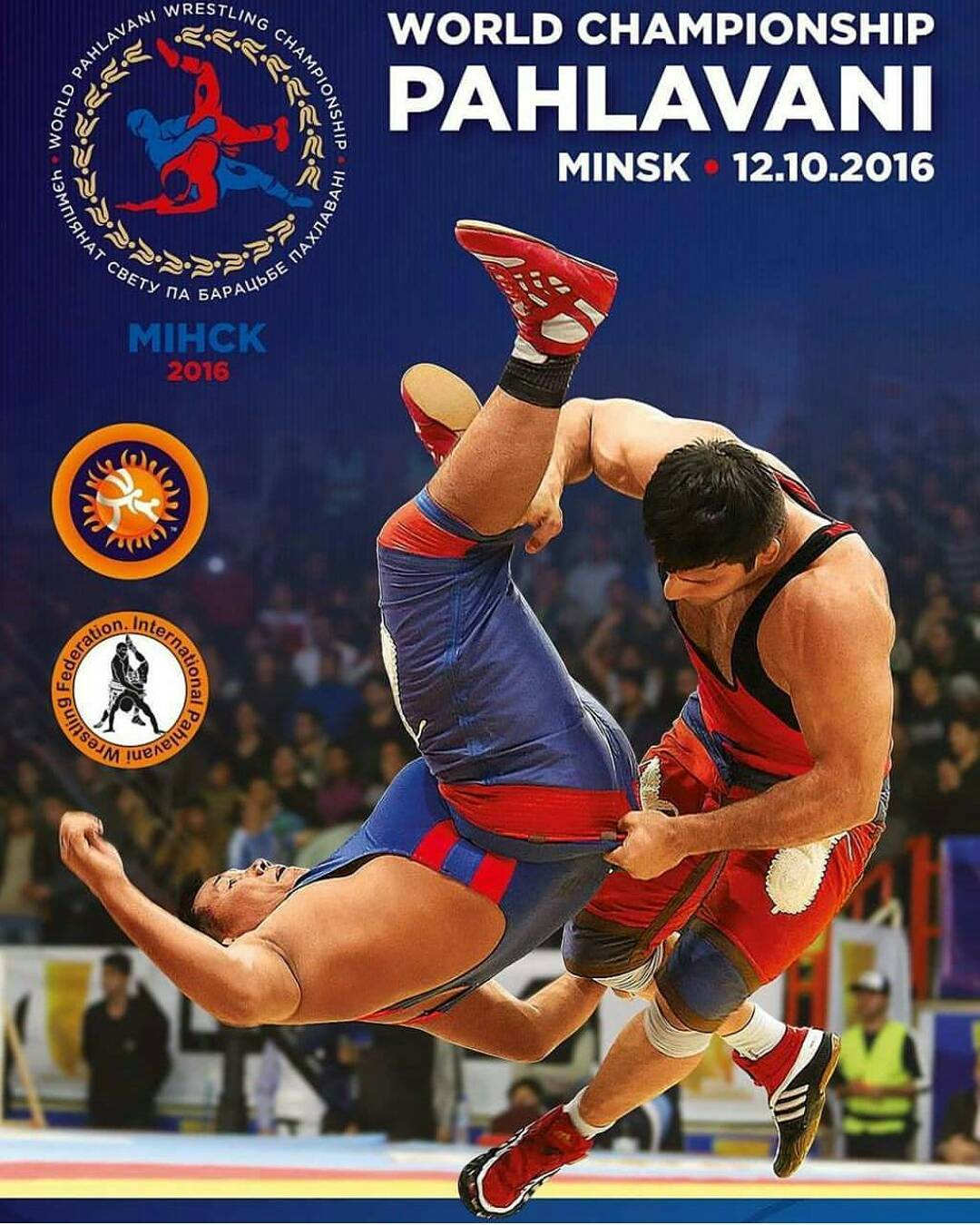
اجرای فن توسط مصطفی شهری فریمانی و انتخاب برترین عکس سال توسط اتحادیه جهانی کشتی برای پوستر مسابقات جهانی کشتی پهلوانی مینسک ۲۰۱۶. حبرگزاری ایرنا

## افتخارات
- مدال برنز مسابقات انتخابی تیم ملی کشتی فرنگی در سال ۲۰۱۰.
- مدال برنز مسابقات انتخابی تیم ملی کشتی فرنگی در سال ۲۰۱۱.
- مدال برنز مسابقات پرورش اندام در سال ۲۰۱۵.
- مدال طلا مسابقات پرورش اندام در سال ۲۰۱۶.
- مدال طلا مسابقات انتخابی تیم ملی کشتی با کمربند آلیش در سال ۲۰۱۶.
- مدال طلا مسابقات بین‌المللی کشتی پهلوانی جام تختی مشهد در سال ۲۰۱۷.[۱۳]
- مدال برنز مسابقات انتخابی تیم ملی سرکل کبدی در سال ۲۰۱۷.
- مدال برنز انتخابی تیم ملی کشتی با کمربند تاتار کوراش در سال ۲۰۱۹.
- مدال طلا مسابقات انتخابی تیم‌ ملی سرکل کبدی در سال ۲۰۲۲.